# Eriogonum kennedyi
Eriogonum kennedyi là một loài thực vật có hoa trong họ Rau răm. Loài này được Porter ex S.Watson mô tả khoa học đầu tiên năm 1877.